# Девушка со швейной машинкой
«Девушка со швейной машинкой» (груз. სიყვარული ყველას უნდა — «Любовь нужна всем») — советский художественный фильм 1980 года, лирическая музыкальная комедия, снятая на киностудии Грузия-фильм. Совместная работа двух режиссёров — Михаила Чиаурели и Георгия Шенгелая. Сценарий к фильму написан Михаилом Чаурели совместно с Лейлой Берошвили. Музыку к фильму написал Иосиф Барданашвили.

## Сюжет
Эта лирическая комедия рассказывает историю, произошедшую в одном грузинском селе, и показывает жизнь простых и добродушных жителей Грузии.
Главная героиня фильма Маквала недавно закончила швейный техникум в Телави. Теперь она возвращается в родное село, чтобы улучшить его быт.
Маквала считает, что даже жители отдалённой глубинки должны одеваться по современной моде. Благодаря своей энергичности, Маквале удаётся добиться строительства салона моды и ателье в родном кахетинском селе. Это событие несколько оживляет однообразную жизнь её односельчан. Сельский водитель грузовика Давид Бурнут влюбляется в Маквалу. Не в силах признаться в своих чувствах к Маквале, Давид впадает в хандру. После безуспешной попытки друзей Давида украсть девушку для него, Давид в отчаянии решает уйти в пастухи, но Маквале удается отговорить его, и признаться в любви.

## В ролях
- Дареджан Хачидзе — Маквала (озвучивала Елена Чухрай)
- Гиви Берикашвили — председатель колхоза
- Вахтанг Панчулидзе — Давид Бурнут
- Кахи Кавсадзе — Кола, алкоголик и второй муж Анико
- Баадур Цуладзе — преподаватель швейного техникума
- Берта Хапава — Анико
- Лаура Рехвиашвили — Бабула
- Амиран Кадейшвили — Хирхала
- Циала Гургенидзе — Кето
- Юрий Васадзе — Михако, отец Бурнута
- Амиран Амиранашвили — Бацро
- Хатуна Сонгулашвили — Мамлуца
- Ирина Иремашвили — Кудчрела
- Гоги Пириашвили — Сика
- Джими Ломидзе — селянин

## Съёмочная группа
- Авторы сценария:
  - Лейла Берошвили
  - Михаил Чиаурели
- Режиссёры-постановщики:
  - Михаил Чиаурели
  - Георгий Шенгелая
- Операторы-постановщики:
  - Джимшер Кристесашвили
  - Николос Сухишвили
- Художник-постановщик: Георгий Микеладзе
- Композитор: Иосиф Барданашвили
- Звукорежиссёр: Гурам Шубладзе